# Evangelische Kirche (Riedelbach)

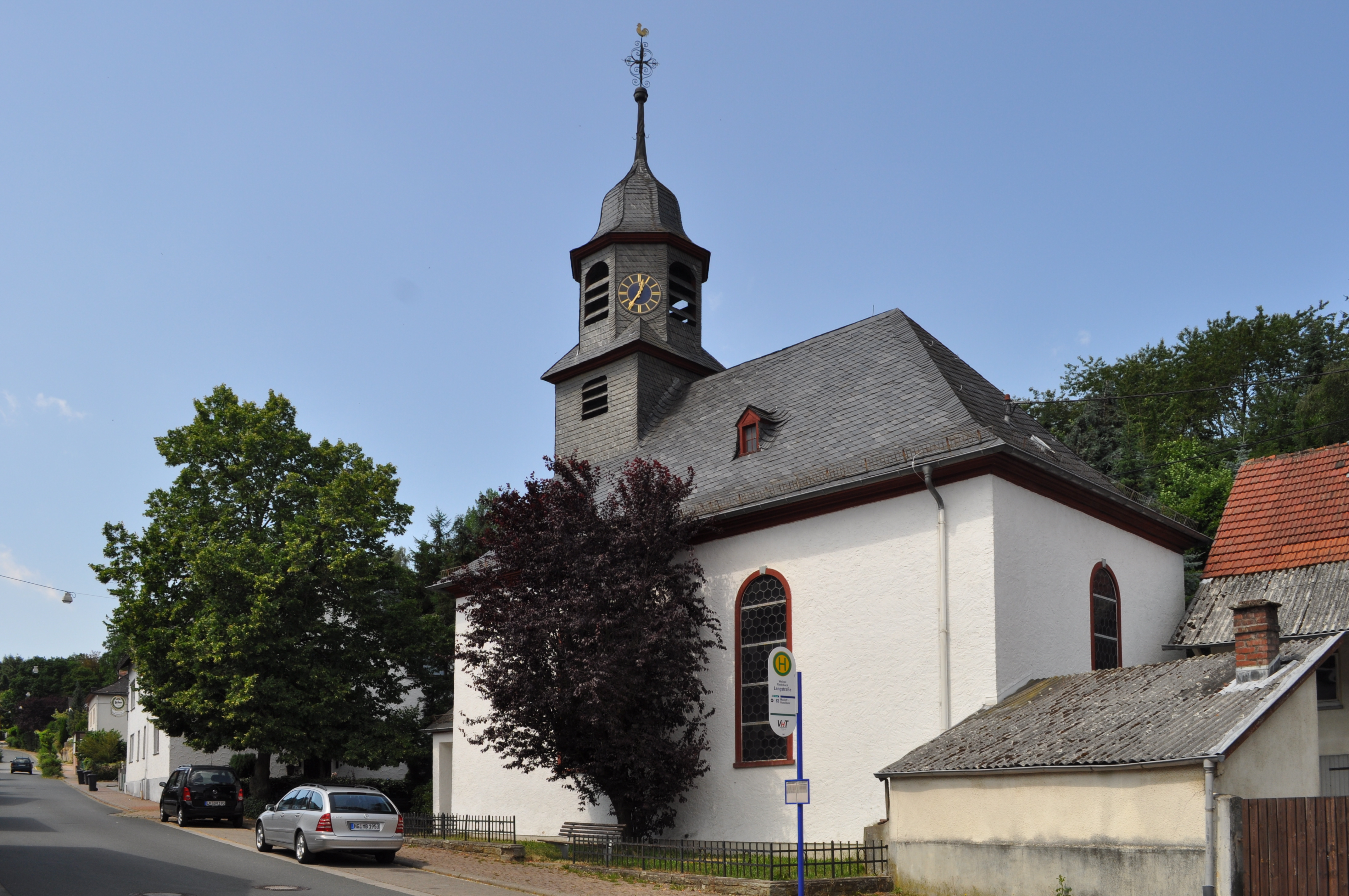
Evangelische Kirche (Riedelbach)

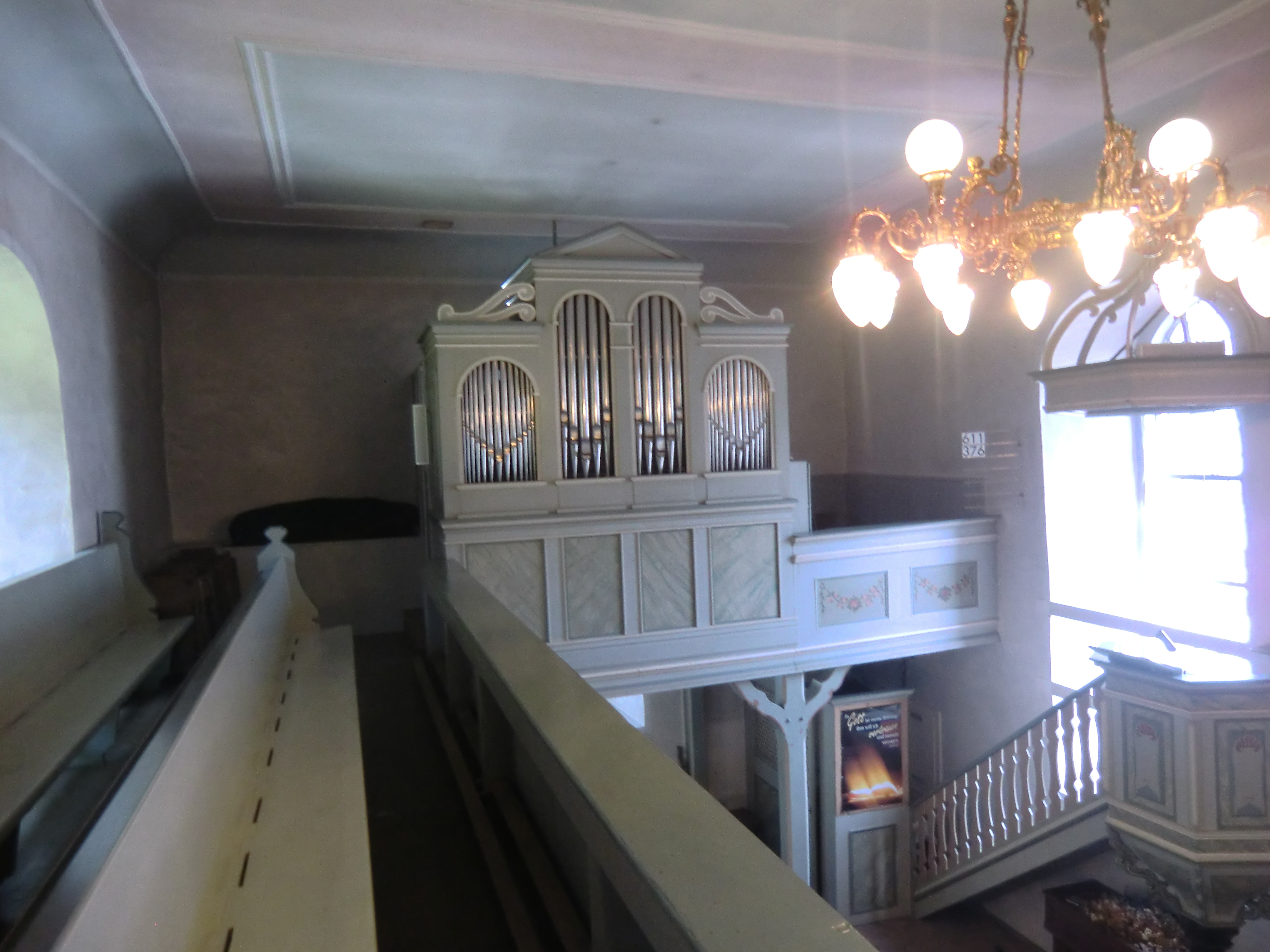
Rassmann-Orgel

Die Evangelische Kirche ist ein denkmalgeschütztes Kirchengebäude, das in Riedelbach steht, einem Ortsteil der Gemeinde Weilrod  im Hochtaunuskreis in Hessen. Die Kirche gehört zur Kirchengemeinde Weilnau im Dekanat Hochtaunus in der Propstei Rhein-Main der Evangelischen Kirche in Hessen und Nassau.

## Beschreibung
Die nach einem Entwurf von Johann Georg Bager 1749 errichtete Saalkirche ersetzte den baufällig gewordenen Vorgängerbau. Außerdem sollte ein besser zu erreichender Standort geschaffen werden. Die Längsseiten des Kirchenschiffs sind von je zwei hohen in Buntsandstein gefassten Bogenfenstern durchbrochen. Aus dem Satteldach des Kirchenschiffs erhebt sich ein quadratischer Dachreiter, der einen achteckigen Aufsatz hat, der mit einer Glockenhaube bedeckt ist. Der Dachreiter beherbergt die 1908 angeschaffte Turmuhr und den Glockenstuhl mit den zwei Kirchenglocken. Nach dem Verlust der alten Glocken im Ersten Weltkrieg, wurden sie 1927 ersetzt. Nachdem eine der beiden Glocken dem Zweiten Weltkrieg zum Opfer gefallen war, wurde 1947 eine neue Glocke angeschafft. 
Der Innenraum ist mit einer Flachdecke überspannt. Die Orgel steht im Westen der L-förmigen Empore. Sie hat elf Register, ein Manual und ein Pedal und wurde 1858 von Daniel Raßmann gebaut. Die Kanzel und ihr Schalldeckel befinden sich an der Längswand gegenüber der Empore.

## Geschichte
1490 wurde erstmals eine Kirche bzw. Kapelle in Riedelbach urkundlich erwähnt. Die vermutlich dem Heiligen Urban geweihte Kirche und der Kirchhof befanden sich nördlich des Dorfes am „hohen Berg“. 1526 wird sie als Filiale von Altweilnau genannt, ab 1686 gehörte sie zu Neuweilnau. 1858/59 wurde die Kirchengemeinde selbstständig. Im Jahr 1970 wurde sie dann Teil des Kirchspiels Weilnau.
Bis zum 19. Jahrhundert wurde der Kirchhof als Friedhof genutzt, dann wurde der heutige Friedhof an der Waldstraße eröffnet.